# ديور فول ساو
إليزابيث ديور فول ساو (بالإنجليزية: Elisabeth Dior Fall Sow)‏‏(من مواليد 1968) فقيهة قانونية وعالمة قانون سنغالية. كانت المرأة الأولى التي تحتل منصب المدعي العام في السنغال، عُينت في الجمهورية في المحكمة الابتدائية في سانت لويس عام 1976. وهي الرئيس الفخري لجمعية الفقيهيات.

## حياتها
في عام 1976 عُينت ديور فول ساو في منصب المدعي العام في سانت لويس، لتصبح أول مدعي عام امرأة في السنغال. عملت كمدير وطني للإشراف التربوي والحماية الاجتماعية كما عملت كمدير الشؤون القانونية في سوناتل أورانج مستشار قانوني للمحكمة الجنائية الدولية لرواندا ومدعي عام رئيسي لمحكمة الاستئناف بمحكمة العدل الجنائية في رواندا ومستشار للمحكمة الجنائية الدولية.
بعد إجراء دراسة بتمويل من اليونيسف لمواءمة القانون السنغالي وفقًا لاتفاقيات الأمم المتحدة ترأست ديور فول ساو فريقًا صاغ قانون السنغال لعام 1999 الذي يحظر ختان للإناث.
من 2001 إلى 2005 كانت عضوًا في اللجنة الأفريقية للخبراء حول حقوق ورفاهية الطفل.
في عام 2015 أصبحت رئيسة فخرية لشبكة الصحفيين في مجال الجنس وحقوق الإنسان. وقد تقاعدت في عام 2017.

## أعمالها
- "حقوق الأطفال في النظام القضائي الأفريقي"، في E. Verhellen (ed. ) فهم حقوق الطفل، جامعة جنت، 1996.